# رسام رسوم متحركة
رسام الرسوم المتحركة (بالإنجليزية: Animator)‏ هو فنان يقوم بإنشاء صور متعددة تسمى إطارات وإطارات رئيسية، تشكل حركة وهمية تسمى الرسوم المتحركة عندما تعرض بشكل متسارع، رسامو الرسوم المتحركة يعملون في مجالات متعددة منها الأفلام، التلفزيون، ألعاب الكمبيوتر، والإنترنت. عادة ما تتطلب قطعة من الرسوم المتحركة تظافر جهود عدة رسامي رسوم متحركة. طريقة إنشاء الصور أو الإطارات لقطعة من الرسوم المتحركة تعتمد على مهارة وإبداع الرسام ومجاله.
من الفنانين الذين يساهمون في كارتون الرسوم المتحركة ولكنهم ليسوا رسامين، فنان التخطيط (بالإنجليزية: Layout Artisit)‏ الذي يصمم الخلفية، الإضاءة، وزوايا الكاميرا، فنان لوحة القصة (بالإنجليزية: Storyboard Artist)‏ الذي يضع لوحات من الحركة استناداً إلى القصة، وفنان الخلفيات (بالإنجليزية: Background Artists)‏ الذي يرسم المنظر. أيضاً هناك ممثلو الأصوات، الموسيقيون، وآخرون من بإمكانهم الإضافة إلى العمل.

## مجالات تخصصية
من بين تصنيفات رسامي الرسوم المتحركة التخصصية هناك رسام الشخصيات (بالإنجليزية: Character Animator)‏ الذي يتخصص في حركة الشخصية وكلامها وتنقلاتها إلخ، ورسام المؤثرات الخاصة (بالإنجليزية: Special Effects Animator)‏ الذي يرسم أي شيء ليس شخصية (إذا أن الشخصية من عمل الأول)، كالمركبات، الأجهزة، والمظاهر الطبيعية كالأمطار والثلوج.

## فنان الأعمال التفصيلية والتكميلية
في إنتاجات الشركات الرئيسية الضخمة، كل رسام رسوم متحركة لديه العديد من المساعدين هم فنانو الأعمال التفصيلية والتكميلية، الذين يقومون برسم ما بين «الجلسات الرئيسية» التي يرسمها رسام الرسوم المتحركة، أيضا يقومون بإعادة رسم اللوحات التي رسمت بصورة سريعة. يكون الفنان واحدا من الفنانين السابقين قبل أن يصبح رسام رسوم متحركة.

## طريقة العمل
في الماضي كانت عملية إنتاج الرسوم المتحركة تتطلب وقتا وجهدا، فكل إطار من مشهد ما يرسم يدويا، ثم يستشف على ورق السيلوليد المستخدم في الأشرطة السينمائية، حيث يلون ويرص مع بقية الإطارات لتصوير المشهد.
مؤخرا تنوعت طرق الرسم، حيث تنشأ الرسوم المتحركة بأي طريقة مرغوبة وغالبا ما يستخدم الكمبيوتر لإنتاج سريع ومنخفض التكلفة، هذه الطرق خففت من الملل في عمل الرسام وزادت في إبداعه.

## أهم برامج تصميم الرسوم المتحركة 2D و 3D
| برامج تصميم 2D  | برامج تصميم 3D |
| --------------- | -------------- |
| أنمي ستوديو     | ثري دي إس ماكس |
| تون بوم أنيميشن | مايا           |
|                 | بلندر          |
|                 | سينما فور دي   |

## وصلات خارجية
- أنيميشن توولووركس غلوسري: من يقوم بما في الرسوم المتحركة
- كيف تنتج كارتون الرسوم المتحركة